# Griffe (architecture)
Pour les articles homonymes, voir Griffe.
Une griffe, en architecture, est un ornement qu'on retrouve à la base des colonnes. 
Considérant une colonne circulaire dont la base repose sur une plinthe carrée, la griffe a pour but de renforcer la jonction entre la colonne et la plinthe. On la retrouve principalement dans l'architecture du Moyen Âge jusqu'au XVe siècle, alors que la plinthe carrée est progressivement remplacée par une plinthe orthogonale.

Exemples :

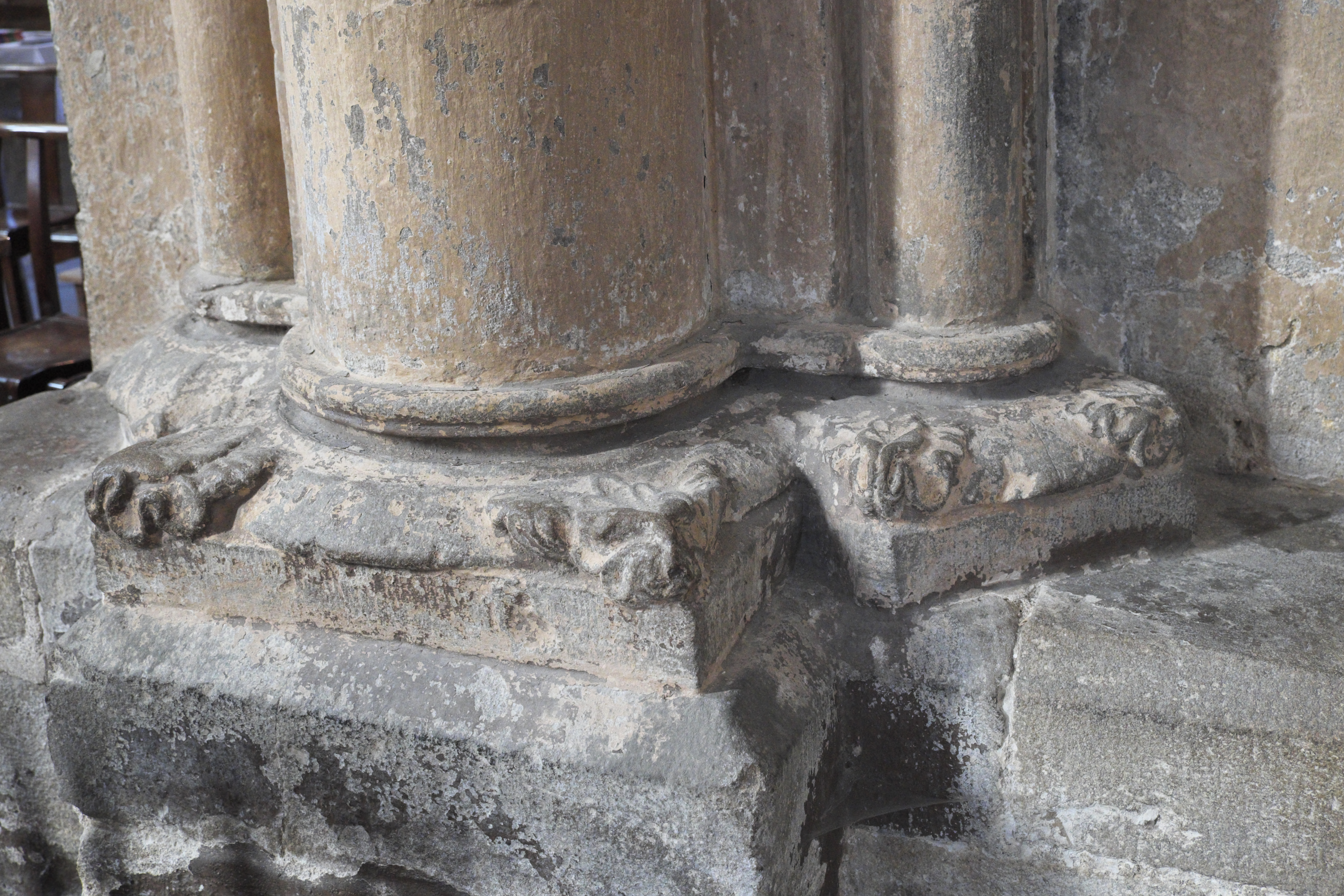
Église Saint-Cerneuf à Billom
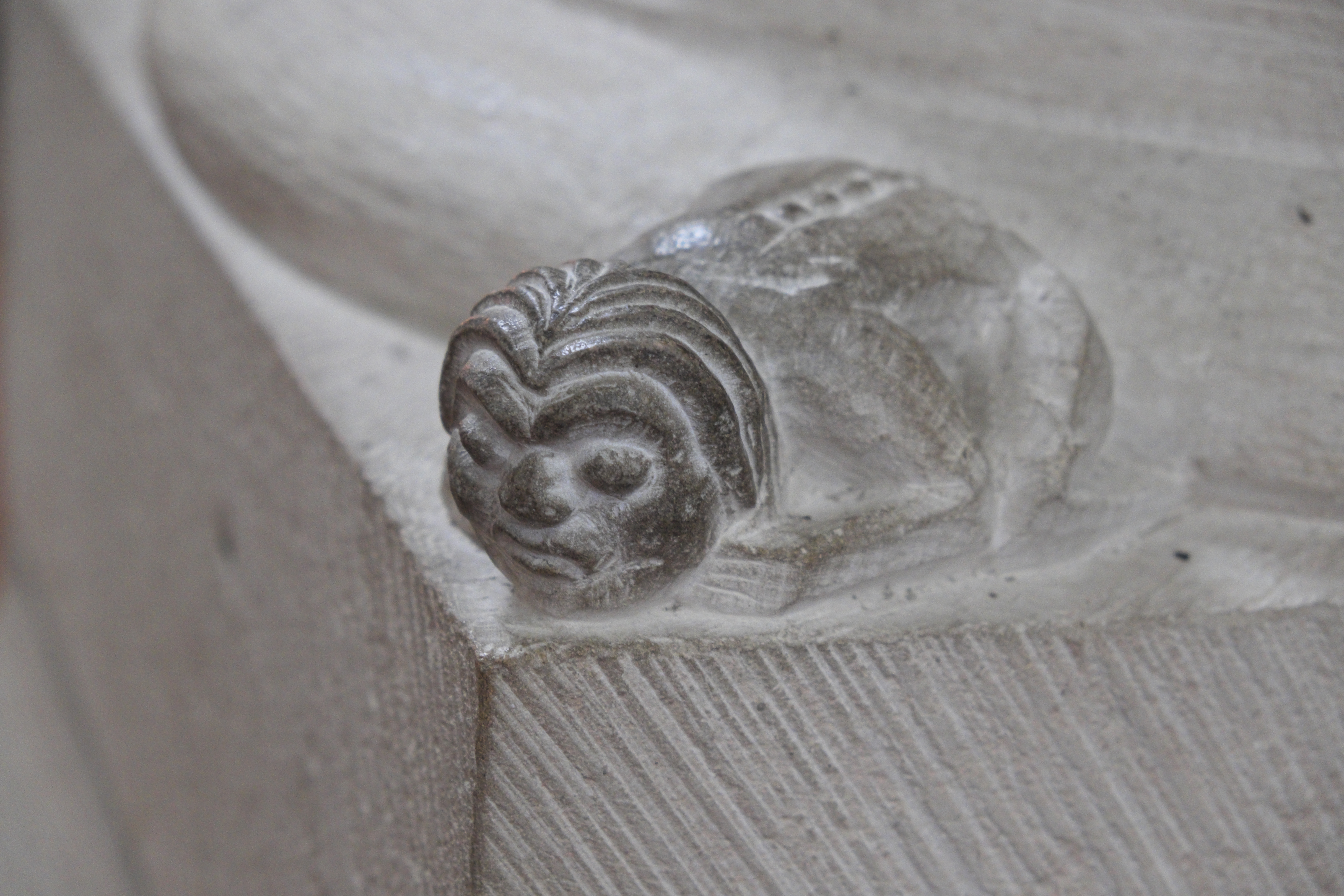
Abbaye de Saint-Benoît-sur-Loire
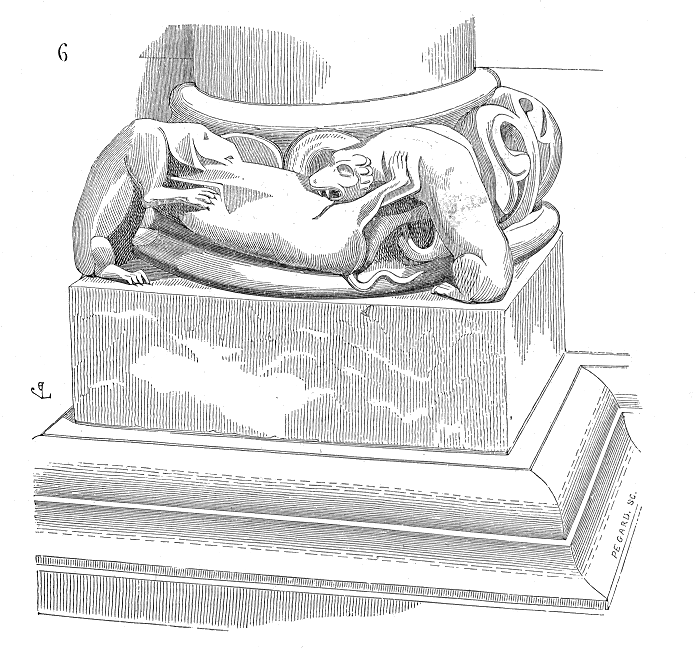
Église de Vézelay

## Source
- Eugène Viollet-le-Duc, « Dictionnaire raisonné de l’architecture française du XIe siècle au XVIe siècle/Griffe - Wikisource », sur fr.wikisource.org (consulté le 15 juin 2021).